# 어떤 이혼녀
어떤 이혼녀(Une Histoire Simple, A Simple Story)는 프랑스, 서독에서 제작된 끌로드 소떼 감독의 1978년 영화이다. 로미 슈나이더 등이 주연으로 출연하였다.

## 출연

### 주연
- 로미 슈나이더
- 브루노 크레머
- 클로드 브라소

### 조연
- 로제 피고
- 알레트 보나드

## 제작진
- 음향: 피에르 르노어